# Lac Shawinigan
Pour les articles homonymes, voir Shawinigan (homonymie).
Le lac Shawinigan est un plan d'eau douce situé dans le canton de Desaulniers, dans la municipalité de Saint-Alexis-des-Monts, dans la municipalité régionale de comté de Maskinongé, dans la région administrative de la Mauricie, au Québec, au Canada.
Dès le milieu du XIXe siècle, la foresterie a été l'activité économique prédominante dans le secteur. Au XXe siècle, les activités récréotouristiques ont été mises en valeur.

## Géographie
Les lacs Shawinigan, "Petit lac Shawinigan" (long de 1,8 km dans le canton de Désaulniers), Bernard (long de 3,5 km dans le canton Belleau) et "lac en Croix" (long de 1,5 km dans le canton Belleau) sont juxtaposés en série dans l'axe Est-Ouest. L'embouchure du lac en Croix est situé à l'extrême Est de cette série de plans d'eau ; l'exutoire du "lac en Croix" est la rivière Shawinigan, laquelle se dirige à priori sur un kilomètre vers le nord dans le territoire du Parc national de la Mauricie pour se déverser dans la section sud du lac Wapizagonke.
Ayant une altitude de 316 m, le lac Shawinigan reçoit les eaux :
- au sud : des lacs Huppé, Henry et Effilé ;
- au sud-ouest : du lac Phelps (387 m),
- au nord : des lacs Gauthier (326 m) et des Bardanes,
- au nord-est : du lac de la Mousse.

Au nord du lac Shawinigan, deux cours d'eau coulent aussi vers le sud-est, plus ou moins en parallèle à cette première série de trois lacs, soit :
- lac Brodeur (altitude de 331 m) qui se décharge dans le lac Inchapaco, puis dans le lac Wapizagonke ;
- lac du Caribou (altitude de 368 m) qui se décharge par le sud dans la rivière du Caribou, laquelle traverse le lac Marchand pour aller se déverser dans le lac Wapizagonke dans le secteur "pointe à Bonnet".

Le bassin versant voisin du lac Shawinigan au sud-ouest est celui de la Rivière du Loup (Mauricie), un tributaire du fleuve Saint-Laurent.

## Toponymie
Les toponymes utilisant le terme "Shawinigan" sont interreliés en désignant des lieux ou des infrastructures du même secteur. Le toponyme "lac Shawinigan" a été officialisé le 5 décembre 1968 à la Banque des noms de lieux de la Commission de toponymie du Québec.